# FC Caransebeș
Fotbal Club Caransebeş 1913 byl rumunský fotbalový klub sídlící v krašovsko-severinském městě Caransebeș. Založen byl v roce 2006 pod názvem Scorilo Autocatania Caransebeş, zanikl v roce 2015. Klubové barvy byly žlutá a modrá.
Své domácí zápasy odehrával na stadionu Municipal s kapacitou 3 000 diváků.

## Historické názvy
Zdroj: 
- 2006 – FC Scorilo Autocatania Caransebeş (Fotbal Club Scorilo Autocatania Caransebeş)
- 2013 – FC Caransebeş (Fotbal Club Caransebeş)
- 2015 – zánik

## Umístění v jednotlivých sezonách
Zdroj: 
Legenda: Z - zápasy, V - výhry, R - remízy, P - porážky, VG - vstřelené góly, OG - obdržené góly, +/- - rozdíl skóre, B - body, červené podbarvení - sestup, zelené podbarvení - postup, světle fialové podbarvení - přesun do jiné soutěže
| Rumunsko (2010 – 2015) |                     |        |                                                             |                                                             |                                                             |                                                             |                                                             |                                                             |                                                             |                                                             |        |
| Sezóny                 | Liga                | Úroveň | Z                                                           | V                                                           | R                                                           | P                                                           | VG                                                          | OG                                                          | +/-                                                         | B                                                           | Pozice |
| 2010/11                | Liga III - Seria V  | 3      | 26                                                          | 13                                                          | 6                                                           | 7                                                           | 35                                                          | 22                                                          | +13                                                         | 45                                                          | 4.     |
| 2011/12                | Liga III - Seria V  | 3      | 30                                                          | 14                                                          | 6                                                           | 10                                                          | 46                                                          | 42                                                          | +6                                                          | 48                                                          | 7.     |
| 2012/13                | Liga III - Seria IV | 3      | 22                                                          | 6                                                           | 6                                                           | 10                                                          | 27                                                          | 41                                                          | -14                                                         | 24                                                          | 8.     |
| 2013/14                | Liga III - Seria IV | 3      | 20                                                          | 15                                                          | 2                                                           | 3                                                           | 40                                                          | 12                                                          | +28                                                         | 47                                                          | 1.     |
| 2014/15                | Liga II - Seria II  | 2      | 26                                                          | 8                                                           | 7                                                           | 11                                                          | 30                                                          | 32                                                          | -2                                                          | 31                                                          | 8.     |
| 2015/16                | Liga II - Seria II  | 2      | Klub se odhlásil v průběhu sezóny, výsledky byly anulovány. | Klub se odhlásil v průběhu sezóny, výsledky byly anulovány. | Klub se odhlásil v průběhu sezóny, výsledky byly anulovány. | Klub se odhlásil v průběhu sezóny, výsledky byly anulovány. | Klub se odhlásil v průběhu sezóny, výsledky byly anulovány. | Klub se odhlásil v průběhu sezóny, výsledky byly anulovány. | Klub se odhlásil v průběhu sezóny, výsledky byly anulovány. | Klub se odhlásil v průběhu sezóny, výsledky byly anulovány. | 14.    |